# Борисов, Илья Павлович
Илья Павлович Борисов (16 марта 1995, Воронеж, Россия) — российский борец греко-римского стиля. Призёр чемпионата России. Мастер спорта России.

## Карьера
Является выпускником борисоглебской ДЮСШ, где занимался под руководством тренера Александра Первушина. В ноябре 2016 года в турецком Чоруме завоевал бронзовую медаль чемпионата мира среди студентов. В августе 2018 года на чемпионате России в подмосковном Одинцово, одолев в схватке за 3 место Кантемира Магомедова, завоевал бронзовую медаль. В феврале 2019 года в Загребе одержал победу на рейтинговый турнир Zagreb Open. В октябре 2020 года в Уфе стал бронзовым призёром Кубка России. 

## Спортивные результаты
- Чемпионат мира по борьбе среди студентов 2016 — ;
- Чемпионат России по греко-римской борьбе 2018 — ;
- Кубок России по греко-римской борьбе 2020 — ;